# Noix de kola

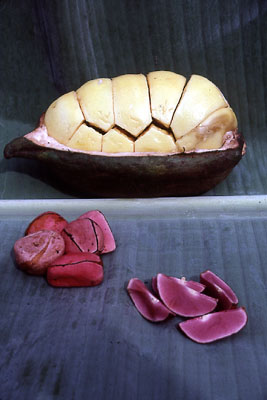
Cabosse de Cola nitida à demi ouverte, montrant ses noix à l'intérieur
Les noix débarrassées de la pulpe de couleur crème, prennent la couleur rouge (ou blanc verdâtre) et se fendent en deux cotylédons.

La noix de kola ou cola (ou kola) est la graine d'arbres du genre Cola, nommés génériquement colatier (ou kolatier), représentés principalement par le Cola nitida et le Cola acuminata.

## Présentation
Originaire de la forêt tropicale de l'Afrique occidentale et centrale, la noix de kola est appréciée depuis très longtemps par les populations locales pour ses vertus stimulantes, tenant à sa forte teneur en caféine (de 1 à 4 %). Consommée fraiche et débarrassée de ses téguments pulpeux, elle est longuement mâchée en bouche où elle développe d'abord une saveur astringente et amère puis sucrée.
Symbole de bienveillance, elle tient aussi une place importante dans les us et coutumes de la société.
Produite dans les forêts tropicales s'étendant de la Guinée-Bissau au Ghana, elle est exportée vers le nord depuis des siècles, par des caravanes de porteurs, jusque dans la région de la savane soudanienne occidentale. Le commerce à longue distance s'est ensuite étendu vers l'est, jusque dans l'actuel Nigeria.

### Étymologie
Le terme de cola a été emprunté à une langue d'Afrique de l'Ouest, le temné (Sierra Leone, Liberia) où la noix de kola se dit kla, gola ou kola.

### Orthographe
Les deux orthographes cola et kola (ou de même colatier et kolatier) sont usitées en français.

## Histoire du commerce à longue distance
La noix de cola est consommée depuis au moins un millénaire dans la région géographique du Soudan occidental et au moins depuis 500 ans dans le Soudan central. Elle fut une marchandise importante, en particulier dans le monde musulman où l'alcool est interdit.
La noix de Cola nitida produite dans les forêts tropicales de l'Afrique occidentale était expédiée par caravanes de porteurs et d'ânes au nord, vers les marchés de la savane soudanienne occidentale. Par contre la noix de Cola acuminata, originaire des forêts tropicales du centre, était consommée sur place. Avant la fin du XIXe siècle, le fleuve Volta (dans l'actuel Ghana) délimitait ces deux zones : à l'ouest croissait  C. nitida, à l'est C. acuminata. Le commerce à longue distance de la noix de cola partait donc du sud du Ghana, de la Côte d'Ivoire, du Liberia, du Sierra Leone, et de la Guinée-Bissau.
Dans son Journal d'un voyage à Tombouctou, René Caillié offre un témoignage vivant de l'importance des noix de cola tant dans le commerce nord-sud que dans les échanges sociaux. Parti  en mars 1827, des côtes de la Guinée vers l'est, il fait un détour pour des raisons de sécurité par Tiémé (nord de l'actuelle Côte d'Ivoire) où il croise les routes du cola. Dans un village de Mandingues musulmans, il observe que « les habitants se bornent entièrement au commerce; ils vont à quelques journées dans le sud, acheter des noix de cola, qu'ils portent à Djenné [dans le delta intérieur du Niger, actuel Mali], et qu'ils échangent pour du sel : ce commerce est peu lucratif, car ces voyages sont très longs et pénibles » (Journal Vol.1, p. 466) . À Tiémé, Caillé observe une caravane de porteurs de cola se rendant à Djenné « Le 6, la caravane se mit en route; quoiqu'il plût à verse. Les voyageurs étaient au nombre de quinze à trente, hommes et femmes, emportant chacun sur la tête une charge de 3 500 colas, fardeau que je soulevais à peine: ils apportent en retour du sel en brique et en planche. Les habitants m'ont assuré que le produit en sel de 3 500 colas, rendu à Tiémé, était le prix de deux esclaves » (Journal Vol 2, p.5). Le 10 janvier, Caillié se joint à une caravane : « les femmes, avec une lourde charge de cola sur la tête, prirent le devant; elles furent suivies par les hommes également chargés; ils avaient chacun une sonnette à la ceinture...cet attirail produit un tintamarre étourdissant qui leur plaît beaucoup. Ils étaient tous armés d'arcs et de flèches: ils marchaient en file comme à la procession; les chefs et les propriétaires des marchandises fermaient la marche en conduisant les ânes » (Journal Vol 2, p.63-64).
À partir des statistiques commerciales, Odile Goerg donne une idée de l'affluence sur les pistes caravanières de Guinée : « De mars à septembre 1897, une moyenne mensuelle de 126 chefs de caravane accompagnées de plus de 400 porteurs et 90 ânes fut enregistrée à Beyla [dans l'actuelle Guinée], chef-lieu de cercle du Sud Soudan ». Plus de 3 500 porteurs et commerçants transportaient  vers le sud du sel et des tissus et vers le nord des noix de cola. Les marchands musulmans de l'empire du Mali, des Mandés (nommés Dioula), monopolisèrent la distribution.

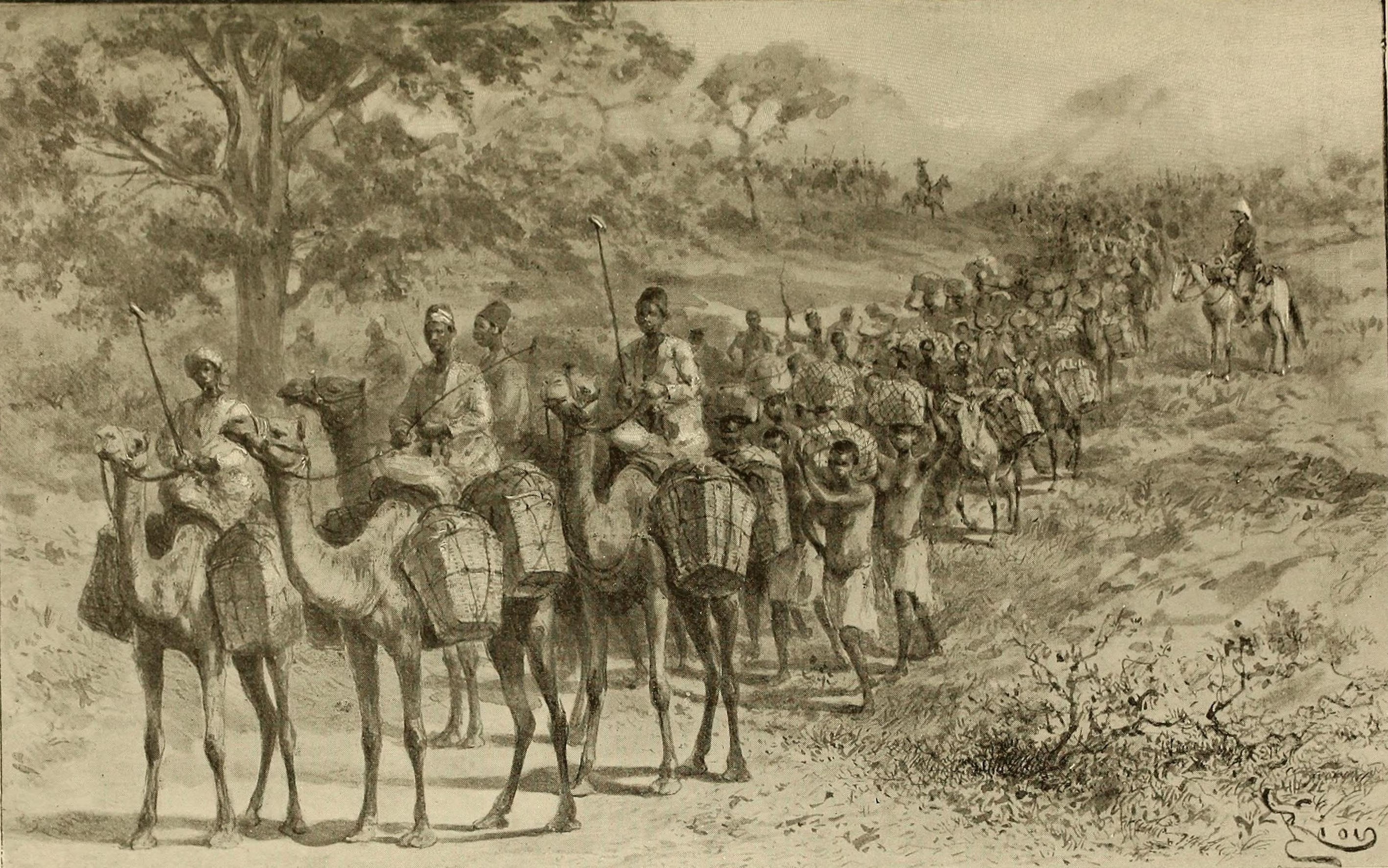
Caravane Haoussa, en tête quelques chameaux qui portent quatre charges de kola, puis des femmes lourdement chargées des ustensiles de cuisine, derrière les porteurs avec une lourde charge de kola et les ânes, bœufs, mulets et chevaux eux aussi très chargés. Chaque année une vingtaine de caravanes vont chercher des noix de kola au pays Ashanti pour les rapporter au marché de Kano (d'après le récit de Monteil qui s'est joint à une caravane haoussa en 1891 se rendant à Kano).

Au XVe siècle, la culture de C. nitida s'étendit vers l'est jusqu'au cours inférieur de la Volta (dans l'actuel Ghana) puis vers le Soudan central (l'actuel Nigeria). D'autres espèces de kolatiers (Cola anomala, Cola ballayi) étaient cultivées au Cameroun et offraient des substituts acceptables de noix de kola pour être exportés vers le nord, mélangées avec un peu de noix de Cola acuminata.
Par la suite, la noix de kola sera cultivée à l'ouest du Cameroun et y fera l'objet de commerce inter-communautés. Les Haoussas (originaires du Nord-Nigeria) les transporteront sur des ânes du pays bamiléké vers le Nord Cameroun.
Les marchands haoussas qui dominaient le commerce des kolas entre l'Empire ashanti (actuel Ghana) et la région soudanaise centrale venaient des villes du Califat Sokoto, créé début du XIXe siècle dans le nord du Nigeria. Formant un grand état islamique, divisé en trente émirats, il s'étendait de l'actuel Burkina Faso jusqu'au nord Cameroun. Les marchands de l'émirat de Kano s'enrichirent considérablement. La noix de kola fut acceptée à la place de la monnaie locale en cauri.
Les noix de cola se payaient à un prix élevé et c'est principalement les aristocrates du califat de Sokoto et de Borno qui pouvaient se l'offrir. Offrir une noix de goro (suivant le terme en langue haoussa) était une marque d'amitié. Elles étaient aussi consommées dans toutes les cérémonies importante de cette société musulmane.
La production de kola a connu une forte croissance au XXe siècle. A. Chevalier et E. Perrot estiment à 20 000 tonnes la production de kola en 1910. En 1955, la seule Côte d'Ivoire exporte 20 000 tonnes de kola au Mali. Puis le sud du Nigeria devient le plus gros producteur de kola. En 1957, il fournissait 110 000 tonnes au nord Nigeria.
La kola fut exportée jusqu'au Maroc dès le XIIIe siècle. L'historien arabe Shihab al-Umari (en) (1300-1349) dit des kolas qu'elles sont «âcres, désagréables au goût et les Noirs seuls les mangent ». À partir du XVIe siècle, les noix de kola furent incorporées dans la matière médicale dans la médecine islamique et furent importées à ce titre en petite quantité.
Les marins portugais prirent connaissance de la kola dès les années 1460, quand ils abordèrent au Sierra Leone. Au XVIe siècle, les commerçants portugais fortement impliqués dans le commerce côtier, en ont très probablement transporté vers la Gambie et le Sénégal.

## Utilisations
La noix de cola est de la taille d'une châtaigne et pèse de 20 à 25 g.
Elle est utilisée notamment pour ses propriétés stimulantes mais possède aussi des propriétés antidépressives. Elle est réputée faciliter la digestion et avoir des propriétés aphrodisiaques.
Elle possède un goût amer du fait de sa forte teneur en xanthines (caféine surtout, mais aussi kolatine et kolatéine qui adoucissent l'action de la caféine).

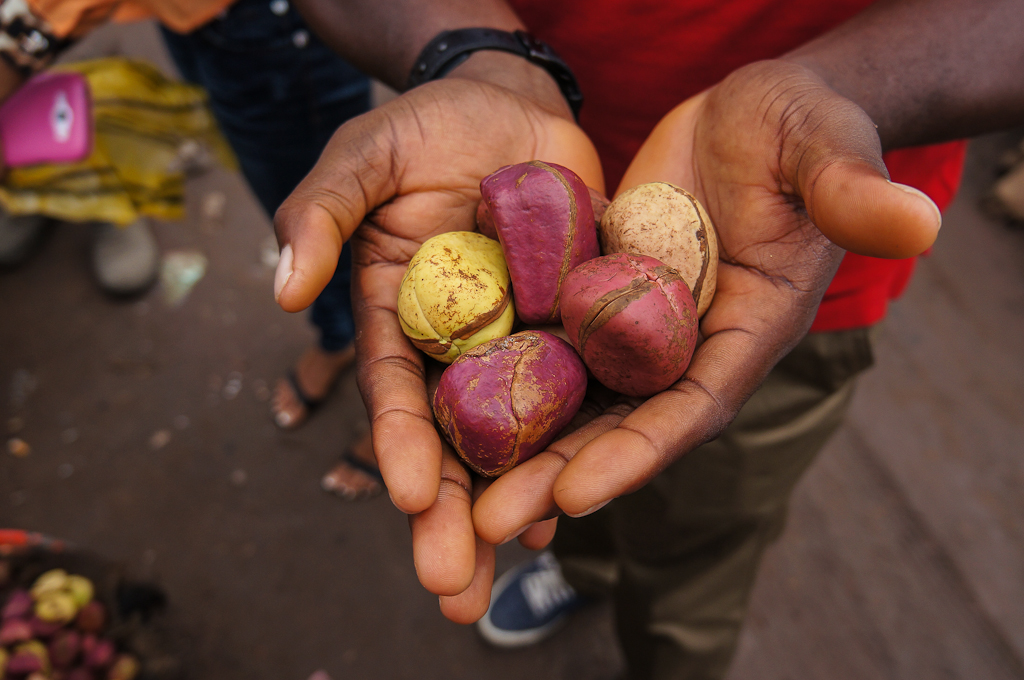
Noix de cola du Nigeria.

La noix de kola est très commune dans de nombreuses cultures traditionnelles d'Afrique de l'ouest mais aussi en Indonésie et au Brésil. Porteuse d'une valeur symbolique, elle est souvent consommée lors de cérémonies ou pour souhaiter la bienvenue aux invités, comme dot à la famille du jeune ou de la jeune mariée, comme symbole de l'amitié partagée ou pour signifier une entente scellée ou une réconciliation entre deux parties.
On prépare la noix en la débarrassant de ses téguments, puis elle est mise à sécher, ce qui lui donne une couleur acajou. Elle est consommée par mastication soit par une personne seule (lors d'un long trajet ou pour des travaux difficiles) soit en groupe (en signe de convivialité).
Au XIXe siècle, elle était utilisée en Europe et aux États-Unis, en thérapeutique sous forme de poudre, d'extrait fluide, de teinture et même de vin. On la trouvait présentée mélangée avec du cacao, du quinquina, de la coca, des sodas.

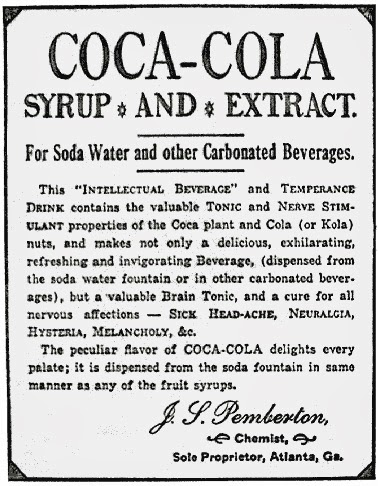
Publicité Coca-Cola par son inventeur, John Pemberton (1886).

On utilisait aussi la noix de kola pour faire des colas, c'est-à-dire des boissons toniques et reconstituantes : ainsi, elle fut employée, entre autres, par le pharmacien John Pemberton dès 1885 lors de la création de ce qui deviendra bien plus tard le Coca-Cola. Selon des notes du pharmacien datant de 1910, la formule du Coca-Cola associait des extraits de coca (et qui fut interdite à cette date), de l'acide citrique, du sucre, de la caféine extraite des noix de kola, de l'eau et des arômes (constitués d'extraits végétaux, d'huiles essentielles et d'épices). Actuellement, sous le même nom évocateur, on n'y trouve plus les deux ingrédients originaux.
Pendant la Seconde Guerre mondiale, de la noix de kola mélangée à du chocolat fut distribuée aux soldats allemands, dans des boîtes rondes caractéristiques, sous le nom de Scho-Ka-Kola. Le produit est toujours commercialisé sous cette marque en Allemagne.